# Henri Arden
Henri Arden (1858 Antverpy – asi 1917 Brusel) byl belgický malíř konce 19. a počátku 20. století.

## Život a dílo
Narodil se anglickým rodičům roku 1858 v Antverpách. Maloval olejomalby a akvarely, a mezi lety 1878 až 1910 své obrazy každoročně vystavoval na některé z mezinárodních či belgických výstav. Jeho první žena Charlotte Léonie Leplaová byla též malířkou, známou pod jménem Léo Arden; druhá manželka čtyři roky po jeho smrti uspořádala retrospektivní výstavu v Galerii d'Art v Bruselu.
Arden byl malířem krajin a obrazů s námořní tematikou, a zároveň měl vlastnit i obchod s látkami. Maloval belgické přístavy na pobřeží Severního moře a mořské krajiny, a také krajinomalby Francie, Belgie a Nizozemska. Velmi se zajímal o práci se světlem a ztvárnění barev moře a oblohy během změn počasí nebo různých denních dob, díky čemuž se jeho styl poněkud blížil k pracím impresionistů.

## Galerie
- Rybářské lodě kotvící v přístavu
- Vlek lodi k majáku po bouři
- Práce v přístavu v Antverpách (konec 19. století)
- Pohled na Šeldu s loděmi a větrným mlýnem
- Přístav